# Gjilan (rejon statystyczny Kosowa)
Gjilan (alb.: Rajoni i Gjilanit; serb.: Гњилански округ, Gnjilanski okrug) – jeden z siedmiu rejonów statystycznych w Kosowie którego siedzibą jest miasto o tej samej nazwie.

## Geografia
Powierzchnia jaką obejmuje rejon administracyjny Gjilan sąsiaduje z obszarem lokalnie nazywanym Anamorava, który jest postrzegany jako część tego regionu administracyjnego ze względu na bliskość rzeki Morawa. 

## Podział administracyjny
W rejonie tym znajduje się 6 miast będących jednocześnie siedzibami gmin, oraz 126 wsi i osiedli:
| Gmina                                        | Liczba ludności (2011) | Powierzchnia (km²) | Gęstość zaludnienia (os./km²) | Wsi i osiedla |
| -------------------------------------------- | ---------------------- | ------------------ | ----------------------------- | ------------- |
| Gjilan                                       | 90 015                 | 385                | 233,8                         | 54            |
| Vitina                                       | 46 959                 | 278                | 168,9                         | 39            |
| Kamenica                                     | 35 600                 | 423                | 84,2                          | 58            |
| Ranilug                                      | 3 866                  | 78                 | 49,6                          | 13            |
| Klokot                                       | 2 556                  | 24                 | 106,5                         | 4             |
| Parteš                                       | 1 787                  | 18                 | 99,3                          | 3             |
| Łącznie w całym rejonie statystycznym Gjilan | 180 783                | 1 206              | 149,9                         | 287           |

## Grupy etniczne
Według danych spisu statystycznego z 1991 roku, w kosowskim rejonie statystycznym Gjilan większość mieszkańców była z pochodzenia Albańczykami. W gminie Gjilan stanowili oni 76,54% wszystkich mieszkańców, w gminie Kamenica - 73,05%, zaś w gminie Vitina - 78,68%.
Według danych spisu statystycznego z 2011 roku, w kosowskim rejonie statystycznym Gjilan większość mieszkańców była z pochodzenia Albańczykami. W gminie Gjilan stanowili oni 97,4%% wszystkich mieszkańców, w gminie Kamenica - 94,7%, w gminie Vitina - 99,9%, a w gminie Klokot - 53,3%. Serbowie zaś stanowili większość mieszkańców w gminie Parteš - 99,9%, oraz w gminie Ranilug - 95,5%. 
Grupy etniczne zamieszkujące rejon statystyczny Gjilan: 